# جائزة غاندي للسلام
سُميت جائزة غاندي العالمية للسلام باسم المهاتما غاندي، وتمنحها الحكومة الهندية كل عام.
أعلنت الحكومة الهندية عن جائزة غاندي العالمية للسلام عام 1995م تقديرًا واحترامًا لمبادئ المهاتما غاندي وذلك في ذكرى ميلاده رقم 125. تعطى هذه الجائزة السنوية للأفراد والمؤسسات نظير إسهاماتهم في التحولات الاجتماعية والاقتصادية والسياسية بالطرق السلمية المتوافقة مع مبادئ غاندي. تساوي قيمة هذه الجائزة 1 كرور روبيه (140 ألف دولار أمريكي لعام 2023) نقدًا ويمكن تحويلها إلى أي عملة أخرى في العالم، وتشمل لوحة وتوقيع. تشمل الجائزة مختلف الأشخاص بغض النظر عن الدين والعرق والفكر والنوع. يتم تحديد الفائز بالجائزة كل سنةٍ بقرارٍ من لجنة التحكيم التي تضم رئيس الوزراء الهندي وزعيم المعارضة في مجلس النواب ورئيس مجلس النواب ورئيس قضاة الهند وعضوين بالتعيين يُجَدَّد تعيينهما كل 3 سنوات.
يُنظرُ عادةً في المقترحات المقدمة من الأشخاص المؤهلين لترشيح الفائز. لا يعتبر المقترح لاغيًا من قبل لجنة التحكيم لمجرد عدم صدوره من الأشخاص المؤهلين. يجوز للجنة التحكيم حجب الجائزة في العام الذي لا يصلح فيه أي من المقترحات للفوز بالجائزة، وقد حجبت الجائزة بالفعل في السنوات الممتدة من 2006 وحتى 2012. يتأهل فقط للحصول على الجائزة أصحاب الإنجازات خلال 10 سنوات سابقة على الترشيح، مع مراعاة الإنجازات القديمة التي لم تظهر قيمتها الحقيقية إلا مؤخرًا. يوصى بنشر المواد المكتوبة المؤهلة للعرض أمام اللجنة.